# Oratorio di Valdocco
L'Oratorio di Valdocco (o Oratorio di San Francesco di Sales) viene fondato da don Giovanni Bosco, il 12 aprile del 1846. Esso rappresenta il primo oratorio, dal quale poi partirà tutta l'opera educativa del Santo, che dedicherà la sua vita per i giovani. Per don Bosco l'oratorio è casa che accoglie, chiesa che evangelizza, ambiente che educa, cortile per incontrarsi.

## Storia

### La nascita
Era l’8 dicembre 1841, quando dall’incontro tra Don Giovanni Bosco e Bartolomeo Garelli nasce il primo oratorio. 
Negli anni, egli dovette cambiare diversi luoghi, per arrivare poi a quello che oggi viene definito “Il primo oratorio di Don Bosco” nel quartiere di Valdocco, a Torino.
ll 5 aprile del 1846, la domenica prima di Pasqua, Don Bosco avrebbe dovuto comunicare ai suoi ragazzi, dove si sarebbero incontrati la volta successiva, nemmeno lui lo sapeva. Quella sera stessa, il Signor Pinardi disse a Don Bosco, di aver trovato un luogo, dove poter radunare i suoi ragazzi. In una casupola a un solo piano, con una scala e un balcone di legno tutto tarlato, vi era una lunga tettoia. Inizialmente Don Bosco fu contrariato. Pensava che quella tettoia così bassa, non potesse servigli, per adunare tutti i suoi ragazzi. Il signor Pinardi allora, disse a Don Bosco, che l’avrebbe ristrutturata come egli avrebbe voluto, mettendoci pavimento e gradini, così da fare un laboratorio. Anzi un oratorio, con una piccola chiesa per riunire e accogliere tutti i suoi ragazzi. Quella sera Don Bosco concordò di prenderla in affitto per 300 lire l’anno. Ma poi si corresse e disse al Signor Pinardi, che gli avrebbe dato 320 lire, in cambio anche dell’affitto della striscia di terra circostante, affinché i ragazzi potessero giocare nel cortile. Il 12 aprile del 1846, il giorno della Pasqua del Signore, venne benedetta la tettoia e nel dicembre del 1846 Don Bosco affitta anche la casa del signor Pinardi. Per gli anni a seguire, Don Bosco non dovette preoccuparsi di cercare un'altra sistemazione e il 19 febbraio del 1851 acquista la casa e i terreni che fino ad allora erano in affitto. Quella fu la tettoia dove tutto ebbe inizio. Subito venne adibita a cappella e le venne dato il nome “Capella Pinardi” in onore di Francesco Pinardi. L’affitto comprendeva anche due piccole stanze che divennero una la sacrestia e l’altra una sorta di laboratorio/deposito. Il numero di ragazzi continuava ad aumentare, Don Bosco decise quindi di costruire una chiesa che potesse accoglierli tutti. Il 20 giugno 1852 venne inaugurata la Chiesa di San Francesco di Sales mentre la cappella Pinardi venne utilizzata come aula studio, sala di ricreazione a volte anche come dormitorio. In seguito, poiché Don Bosco era molto devoto e riconoscente a Maria, decise di dedicarle tre monumenti, tra cui la Basilica di Maria Ausiliatrice. I lavori iniziarono nel 1864. In quegli anni don Bosco fu molto preso dai lavori della Basilica e una volta terminata si accorse di aver trascurato i suoi giovani. Per questo motivo decise di destinare per le attività a favore degli esterni, un’ampia sacrestia mentre la striscia di terreno accanto alla basilica, al termine dello sgombero dei materiali da costruzione, divenne il cortile.
Il 2 giugno, giorno della Beatificazione di Don Bosco nel 1929, il suo terzo successore don Filippo Rinaldi, decise di convertire tutti gli ambienti utilizzati dal Santo, in luoghi di pellegrinaggio prendendo il nome di: Le camerette di Don Bosco.

## Descrizione dell'edificio

### Basilica di Santa Maria Ausiliatrice
Don Bosco inizia i lavori di costruzione della Basili Basilica di Maria Ausiliatrice nel 1863, si tratta di un santuario dedicato a Maria.  I lavori furono affidati al capomastro Carlo Buzzetti e il 9 giugno 1868 venne consacrata. La Basilica ha ricevuto un primo restauro tra il 2004 e il 2007 che si è focalizzato sul recupero degli elementi artistici e architettonici, nel 2014 in occasione dell’anniversario della nascita di don Bosco (1815-2015) si è svolto un importante restauro della facciata della Basilica.

### Cappella Pinardi
Prima struttura a far parte dell’oratorio di Don Bosco, di proprietà del signor Pinardi fu affittata dal sacerdote per 320 lire insieme al terreno circostante nel 1846. All'epoca era una tettoia utilizzata dalle lavandaie come deposito dei panni da lavare. Il signor Pinardi la ristrutturò e creò una piccola chiesa caratterizzata da 3 locali: una cappella vera e propria, una sacrestia e un piccolo deposito.
La cappella è dedicata al Cristo risorto. Dietro all'altare è presente una tela di Paolo Giovanni Crida che rappresenta la Resurrezione di Cristo. Una fascia di croci che avvolgono tutta la cappella simboleggiano le croci quotidiane delle persone unite a quelle del Cristo. A destra dell’altare si può trovare la statua di Maria Consolata, riproduce l’antica statua presente nella cappella fin dal 1847 e ora conservata nel museo delle camerette di Don Bosco (unico oggetto rimasto della cappella originale). Sulla parete di fondo è presente una lapide che racconta la fase itinerante dell’oratorio. Un’altra lapide, sulla parete sinistra ricorda l’ospitalità concessa dal Santo ad Achille Razzi, il futuro Pio XI che beatificò don Bosco nel 1929 e santificò nel 1934. Una terza lapide ricorda Don bosco che in quel luogo per trent’anni pregò, celebrò e dispensò ai suoi ragazzi i divini misteri. La cappella fu utilizzata fino al 1852, anno della consacrazione della chiesa di San Francesco di Sales, divenne poi sala di studio e ricreazione e anche dormitorio. Successivamente nell’area della cappella venne creato il primo refettorio per Don Bosco e i primi Salesiani, venne utilizzata con questo scopo fino al 1920 anno in cui il rettor maggiore dei salesiani Rinaldi volle ritrasformare l’ambiente in cappella.

### Chiesa di san Francesco di Sales
Benedetta nel 1852, questa chiese fu costruita per far fronte al sempre maggior numero di ragazzi che frequentavano l’oratorio. Fu il centro dell’attività salesiana fino alla costrizione della Basilica nel 1868.
Nella chiesa sono presenti un altare a destra dedicato alla beata Vergine Maria, uno a sinistra dedicato a San Luigi Gonzaga alla sua destra è presente una tela che rappresenta i suoi principali imitatori: San Domenico Savio, Francesco Besucco, e Michele Maggone. Dell’altare maggiore si conservano ancora il tabernacolo benedetto da Don Bosco nel 1852 (la porticina è quella originale) e l’altare con le “scaffe” ovvero i ripiani per i candelieri ridotti però con il tempo da tre a due. Il coretto dietro l’altare maggiore, dove si possono trovare alcuni banchi, era il luogo preferito da Domenico Savio per la preghiera di ringraziamento dopo la Comunione, qui avvenne una delle sue estasi descritte da Don Bosco e oggi ricordata sulla parete destra del presbiterio.

### Camerette Don Bosco
Nel 1929 in occasione della beatificazione del santo, Filippo Rinaldi decise di aprire al pubblico le stanze utilizzate da Don Bosco, venne costruita una scala interna e le camere e la cappella privata furono arredate con i mobili superstiti.Creò in quelle stanze un luogo di pellegrinaggio, nel corso degli anni, però, alcuni oggetti furono danneggiati o non più ritrovati. Negli anni ’70 vennero fatti dei nuovi lavori, installando delle vetrate davanti alle stanze arredate e creando una sala espositiva con diversi oggetti. In occasione del grande Giubileo della Chiesa Cattolica ci fu la creazione di un nuovo assetto delle “camerette”. Vennero strutturate su due piani, al primo piano si trovano tre sale contenenti varie vetrofanie raffiguranti ricordi e avvenimenti importanti della vita di Don Bosco, plastici raffiguranti le trasformazioni dell'oratorio, e vari touch-screen che approfondiscono la vita del Santo. Al secondo piano si trovano i le stanze di Don Bosco: la camera-studio dove creò l'ordine dei salesiani nel 1854 e che utilizzò dal 1853 al 1861; la cappella contenente un'immagine dell'Ausiliatrice ad opera di Giuseppe Rollini; la stanza che il Santo utilizzò dal 1861 e dove morì nel 1888.

### Il nuovo Oratorio di Valdocco
Nel corso degli anni l’oratorio ha subito molteplici trasformazioni e ampliamenti per far fronte alle diverse richieste della società. Oggi l’oratorio fa parte del più ampio complesso salesiano che occupa quasi tutto l’isolato insieme alla sede dell’Istituto delle suore FMA (Figlie di Maria Ausiliatrice), alla Parrocchia e agli Uffici di Pastorale. Oltre alle strutture storiche elencate precedentemente, oggi l’oratorio è composto da molteplici strutture, diventando così un ambiente multifunzionale.Oltrepassando l’ingresso e gli uffici del direttore e degli educatori, si giunge al cortile luogo centrale di tutta la vita dell’oratorio, questo è delimitato dalla struttura dell’oratorio vera e propria, da un teatro, una palestra, il centro formazione professionale – C.F.P. . Il cortile è attrezzato e modificato per poter rispondere al meglio alle esigenze dei ragazzi che lo frequentano. È presente un campo da calcio in erba sintetica provvisto anche di spogliatoi e docce, un campo da basket e pallavolo e un parco giochi per i più piccoli con scivolo e varie giostre. Dal cortile si può giungere all’anfiteatro e al portico che porta alle sale del primo piano dell’oratorio dove è presente un bar e le sale giochi (suddivise per età). L’ampio portico accoglie diversi calciobalilla, ping-pong, videogiochi e panchine. Negli edifici attigui si trovano la tipografia, la palestra, e scuola professionale. Nella struttura vera e propria dell’oratorio oltre ai bar e sale giochi già citati, si possono trovare gli uffici del direttore e degli educatori, la sede dell’associazione Auxilium Valdocco con la sua segreteria, la sede dell’Associazione Un-Ex per gli ex allievi slesiani (ritrovo soprattutto per gli anziani). Al primo piano troviamo due ampi saloni e varie salette utilizzate per le attività di gruppo. All’ultimo piano si trovano stanze per l’accoglienza di studenti o minori.

## L'oratorio come ambiente educativo
Nell'oratorio di Valdocco e successivamente in tutti gli oratori che nasceranno ad opera del Santo e della congregazione salesiana nel mondo, viene adottato un particolare sistema educativo: "Il Sistema preventivo nell'educazione della gioventù."
Questo modello pedagogico venne messo per iscritto da Don Bosco nel 1877 a seguito di numerose insistenze da parte dei suoi collaboratori.
All'interno dell'oratorio don Bosco basò il suo sistema educativo sul rapporto affettivo tra educatore ed educando. Il rapporto educativo doveva esplicarsi nella familiarità e non nell'autoritarismo, poiché qualunque forma di abuso di potere distrugge i legami affettivi tra i membri, seminando odio e aggressività. 
Don Bosco raccomandava ai suoi collaboratori di instaurare un rapporto di padre, fratello ed amico, poiché sapeva che se si vuole essere amato bisogna amare.
Il metodo educativo si basava essenzialmente sul rapporto affettivo «è cosa di cuore, cioè relazione profonda che mette in gioco le persone coinvolte a partire dal proprio interno.»
Nel suo oratorio don Bosco diede molto spazio alla confidenza, perché il suo metodo educativo era basato sulla sintonia affettiva, per cui “se l'educatore non arriva a conquistare il cuore del giovane la sua opera è vana. Se un giovane non apre il suo cuore all'educatore l'educazione fallisce”. Il compito dell'educatore all'interno dell'oratorio non era quello di sorvegliare per poter individuare e punire i trasgressori, ma vigilare amorevolmente e in modo da formare, insegnare, illuminare, aiutare a crescere e a maturare. L'educatore doveva in altre parole costituire una presenza paterna e fraterna, ricca di disponibilità affettiva.
Nell'oratorio regnava una disciplina familiare: “l'amorevolezza si contemperava con la disciplina”. Don Bosco non gradiva il castigo e raccomandava di non punire mai pubblicamente, ma in privato, poiché la punizione doveva essere riservata e tempestiva. “Educare con la costrizione la paura e il ricatto equivale in realtà a diseducare e a condurre all'odio.”
A Valdocco si facevano attività quali teatro, musica e sport dove i giovani diventavano protagonisti di un'azione educativa sana e serena. I collaboratori erano invitati a intrattenersi e a prendere parte con i ragazzi durante i giochi della ricreazione. Don Bosco era infatti convinto che le attività ludico-motorie, rappresentassero un momento di aggregazione tra tutti gli oratoriani e gli educatori.
Inoltre si facevano frequenti feste di carattere familiare, poiché don Bosco riteneva che chi era abbandonato aveva bisogno di allegria, e credeva che attraverso il divertimento e la risata si trasmettesse una sensazione di benessere che stimolava la crescita della relazionalità con l'altro. Don Bosco aveva compreso che il cortile attirava i giovani e che attraverso l'attività ludica si andava a sublimare l'aggressività, in quanto attraverso il gioco si stimolava l'accoglimento e il rispetto di norme e un buon comportamento relazionale.
Don Bosco attraverso il suo sistema propone uno stile di vita, valido per giovani e adulti, basato sui valori cristiani, capace di rispondere ai bisogni più profondi della persona. In questo modo egli offre gli strumenti necessari a costruisce persone dotate di progetti, idee, certezze, speranze e anima. Il sistema preventivo attraverso gli educatori, cerca di stimolare nel giovane un processo di sviluppo personale, di comprensione, valutazione e accettazione.
Il testo è possibile reperirlo alla seguente pagina: Salesianiforlì oppure Sacro cuore-Bologna.